# Baureihe E 17
Baureihe E 17 – lokomotywa elektryczna produkowana w latach 1928–1929 dla kolei niemieckich.

## Historia
Po zelektryfikowaniu śląskich linii kolejowych kolej niemiecka potrzebowała lokomotyw elektrycznych do prowadzenia pociągów pasażerskich. Pierwszą lokomotywę elektryczną wyprodukowano w październiku 1928 roku. Wyprodukowano 38 lokomotyw, które stacjonowały w lokomotywowni w Wałbrzychu. Elektrowozy eksploatowane były na górskich liniach kolejowych na Śląsku. Niektóre elektrowozy eksploatowano w Bawarii. Jeden elektrowóz zachowano jako eksponat zabytkowy.